# The Greater Wrong of the Right
The Greater Wrong of the Right är ett industrial-album med gruppen Skinny Puppy från 2004.
The Greater Wrong of the Right är gruppens första album sedan 1996. Det är även det första albumet helt utan medverkan av keyboardist Dwayne Goettel som dog av en herionöverdos 1995. Albumet är även det första som inte är producerad av Dave Ogilvie som var upptagen med ett eget projekt då det spelades in.

## Låtlista
| Nr  | Titel         | Längd | Notering |
| --- | ------------- | ----- | -------- |
| 1.  | I'mmortal     | 4:16  |          |
| 2.  | Pro-test      | 5:28  |          |
| 3.  | EmpTe         | 4:10  |          |
| 4.  | Neuwerld      | 5:29  |          |
| 5.  | Ghostman      | 4:55  |          |
| 6.  | d0wnsizer     | 4:20  |          |
| 7.  | Past Present  | 6:27  |          |
| 8.  | Use Less      | 4:47  |          |
| 9.  | Goneja        | 5:25  |          |
| 10. | Daddyuwarbash | 3:18  |          |

## Medverkande
- Nivek Ogre
- cEvin Key
- Mark Walk